# 谢蘅窗旧宅
29°53′18″N 121°33′41″E / 29.888244°N 121.561347°E
谢蘅窗旧宅，即谢氏旧宅，又称侵华日军水上司令部旧址，位于中国浙江省宁波市江北岸外滩街道白沙社区白沙路96号，建于1903年至1908年，为宁波籍煤炭富商谢蘅窗住宅。主楼坐西朝东，呈凸字形，另有附楼相通，总占地面积530平方米。屋顶四面坡，成三层，墙体用灰色清水砖，红色清水砖作每层间的间隔，1941年宁波沦陷后曾作为侵华日军水上司令部并附设检查站:258，2005年3月16日公布为浙江省文物保护单位。